# 버즈워드
버즈워드(buzzword)는 명확한 합의와 정의가 없는 용어이다. 한편, 처음에는 명확하게 정의된 용어도, 본래의 의미에서 벗어나 사용되게되면, 버즈워드로 간주된다. 이처럼 버즈워드라는 용어는 정의가 모호한 용어이기 때문에 "버즈워드 자체가 버즈워드이다"라고하는 설도 있다. 버즈워드는 주로 IT분야에 많이 사용된다